# Lugal-Kitun
Lugal-Kitun va ser un rei de Sumer, de la primera dinastia d'Uruk, el dotzè i darrer de la llista de reis sumeris per a aquesta dinastia, a la meitat del tercer mil·lenni aC.
Va ser el successor de Melem-ana. La llista li assigna un regnat de 36 anys. El govern va passar llavors a Ur. La llista diu: "Llavors Unug (Uruk) va ser derrotat i la reialesa va passar a Urim (Ur)"